# Wereldkampioenschappen alpineskiën 2001
De wereldkampioenschappen alpineskiën 2001 werden van 29 januari tot en met 10 februari georganiseerd in het Oostenrijkse Sankt Anton am Arlberg.
Het was de 36e officiële editie van de wereldkampioenschappen die om de twee jaar worden georganiseerd door de Fédération Internationale de Ski.

## Resultaten

### Afdaling
| #      | Naam                | Land | Tijd    |
| ------ | ------------------- | ---- | ------- |
| Goud   | Hannes Trinkl       | AUT  | 1.38,74 |
| Zilver | Hermann Maier       | AUT  | 1.38,94 |
| Brons  | Florian Eckert      | GER  | 1.39,26 |
| 4      | Silvano Beltrametti | SUI  | 1.39,37 |
| 5      | Daron Rahlves       | USA  | 1.39,64 |

| #      | Naam                 | Land | Tijd    |
| ------ | -------------------- | ---- | ------- |
| Goud   | Michaela Dorfmeister | AUT  | 1.36,20 |
| Zilver | Renate Götschl       | AUT  | 1.36,34 |
| Brons  | Selina Heregger      | AUT  | 1.36,37 |
| 4      | Corinne Rey-Bellet   | SUI  | 1.36,90 |
| 5      | Isolde Kostner       | ITA  | 1.37,00 |

### Super-G
| #      | Naam               | Land | Tijd    |
| ------ | ------------------ | ---- | ------- |
| Goud   | Daron Rahlves      | USA  | 1.21,46 |
| Zilver | Stephan Eberharter | AUT  | 1.21,54 |
| Brons  | Hermann Maier      | AUT  | 1.21,69 |
| 4      | Lasse Kjus         | NOR  | 1.21,73 |
| 5      | Didier Cuche       | SUI  | 1.21,95 |

| #      | Naam             | Land | Tijd    |
| ------ | ---------------- | ---- | ------- |
| Goud   | Régine Cavagnoud | FRA  | 1.23,44 |
| Zilver | Isolde Kostner   | ITA  | 1.23,49 |
| Brons  | Hilde Gerg       | GER  | 1.23,52 |
| 4      | Megan Gerety     | USA  | 1.23,59 |
| 5      | Carole Montillet | FRA  | 1.23,69 |

### Reuzenslalom
| #      | Naam                  | Land | Tijd    |
| ------ | --------------------- | ---- | ------- |
| Goud   | Michael von Grünigen  | SUI  | 2.23,80 |
| Zilver | Kjetil André Aamodt   | NOR  | 2.24,15 |
| Brons  | Frédéric Covili       | FRA  | 2.24,18 |
| 4      | Hermann Maier         | AUT  | 2.24,19 |
| 5      | Massimiliano Blardone | ITA  | 2.24,64 |

| #      | Naam          | Land | Tijd    |
| ------ | ------------- | ---- | ------- |
| Goud   | Sonja Nef     | SUI  | 2.19,01 |
| Zilver | Karen Putzer  | ITA  | 2.20,11 |
| Brons  | Anja Pärson   | SWE  | 2.20,52 |
| 4      | Lilian Kummer | SUI  | 2.21,30 |
| 5      | Birgit Heeb   | LIE  | 2.21,44 |

### Slalom
| #      | Naam               | Land | Tijd    |
| ------ | ------------------ | ---- | ------- |
| Goud   | Mario Matt         | AUT  | 1.39,66 |
| Zilver | Benjamin Raich     | AUT  | 1.39,81 |
| Brons  | Mitja Kunc         | SLO  | 1.40,36 |
| 4      | Heinz Schilchegger | AUT  | 1.40,60 |
| 5      | Rene Mlekuz        | SLO  | 1.40,70 |

| #      | Naam            | Land | Tijd    |
| ------ | --------------- | ---- | ------- |
| Goud   | Anja Pärson     | SWE  | 1.32,95 |
| Zilver | Christel Pascal | FRA  | 1.33,56 |
| Brons  | Hedda Berntsen  | NOR  | 1.33,99 |
| 4      | Sabine Egger    | AUT  | 1.34,13 |
| 5      | Janica Kostelić | CRO  | 1.34,40 |

### Combinatie
| #      | Naam                | Land | Tijd    |
| ------ | ------------------- | ---- | ------- |
| Goud   | Kjetil André Aamodt | NOR  | 2.58,25 |
| Zilver | Mario Matt          | AUT  | 2.58,93 |
| Brons  | Paul Accola         | SUI  | 2.59,53 |
| 4      | Rainer Schönfelder  | AUT  | 2.59,89 |
| 5      | Alessandro Fattori  | ITA  | 3.03,12 |

| #      | Naam               | Land | Tijd    |
| ------ | ------------------ | ---- | ------- |
| Goud   | Martina Ertl       | GER  | 2.55,65 |
| Zilver | Christine Sponring | AUT  | 2.58,23 |
| Brons  | Karen Putzer       | ITA  | 2.58,69 |
| 4      | Corinne Rey-Bellet | SUI  | 2.59,43 |
| 5      | Petra Haltmayr     | GER  | 2.59,79 |

## Medaillespiegel
| Plaats | Land             | Goud | Zilver | Brons | Totaal |
| 1      | Oostenrijk       | 3    | 6      | 2     | 11     |
| 2      | Zwitserland      | 2    | 0      | 1     | 3      |
| 3      | Frankrijk        | 1    | 1      | 1     | 3      |
| 3      | Noorwegen        | 1    | 1      | 1     | 3      |
| 5      | Duitsland        | 1    | 0      | 2     | 3      |
| 6      | Zweden           | 1    | 0      | 1     | 2      |
| 7      | Verenigde Staten | 1    | 0      | 0     | 1      |
| 8      | Italië           | 0    | 2      | 1     | 3      |
| 9      | Slovenië         | 0    | 0      | 1     | 1      |
| Totaal | Totaal           | 10   | 10     | 10    | 30     |

## Organisatie
Er waren grote investeringen nodig in de accommodaties/locaties om de wereldkampioenschappen te kunnen organiseren. De totale investeringskosten bedroegen ATS 291.500.000, waarvan ATS 91.200.000 werd opgebracht door de federale overheid van Oostenrijk.
| Accommodatie/locatie                                                    | Bedragen in Oostenrijkse schilling | Bedragen in Oostenrijkse schilling |               | Kosten in Euro (omrekenkoers: 1 EUR = 13,7603 ATS) | Kosten in Euro (omrekenkoers: 1 EUR = 13,7603 ATS) |
| Accommodatie/locatie                                                    | Totale kosten                      | Bijdrage federale overheid         | Totale kosten | Bijdrage federale overheid                         |                                                    |
| ----------------------------------------------------------------------- | ---------------------------------- | ---------------------------------- | ------------- | -------------------------------------------------- | -------------------------------------------------- |
| Beveiliging                                                             | ATS 16.000.000                     |                                    |               | € 1.162.765                                        |                                                    |
| Sneeuwkanonnen                                                          | ATS 67.200.000                     |                                    | € 4.883.614   |                                                    |                                                    |
| Gymnastiekhal St. Christoph                                             | ATS 35.000.000                     |                                    | € 2.543.549   |                                                    |                                                    |
| Pistenbouw                                                              | ATS 23.800.000                     |                                    | € 1.729.613   |                                                    |                                                    |
| Mediacentrum                                                            | ATS 97.000.000                     |                                    | € 7.049.265   |                                                    |                                                    |
| Finishgebied/finishgebouw                                               | ATS 30.000.000                     |                                    | € 2.180.185   |                                                    |                                                    |
| Stoeltjeslift „Fangbahn”                                                | ATS 22.500.000                     |                                    | € 1.635.139   |                                                    |                                                    |
| Bijdrage federale overheid Oostenrijk excl. gymnastiekhal St. Christoph |                                    | ATS 76.600.000                     |               | € 5.566.739                                        |                                                    |
| Bijdrage federale overheid Oostenrijk gymnastiekhal St. Christoph       |                                    | ATS 14.600.000                     |               | € 1.061.023                                        |                                                    |
| Totaal                                                                  | ATS 291.500.000                    | ATS 91.200.000                     |               | € 21.184.131                                       | € 6.627.762                                        |